# يويداي أوكادا
يويداي أوكادا (باليابانية: 奥田 雄大) (مواليد 1 مايو 1997) هو لاعب كرة قدم ياباني.

## وصلات خارجية
- يويداي أوكادا على موقع رابطة كرة القدم اليابانية للمحترفين (اليابانية)
- يويداي أوكادا على موقع قاعدة بيانات كرة القدم.إي يو (الإنجليزية)
- يويداي أوكادا على موقع Soccerway.com (الإنجليزية)
- يويداي أوكادا على موقع عالم كرة القدم.نت (الإنجليزية)